# Gustav Lombard
Gustav Lombard, född 10 april 1895 i Klein-Spiegelberg, Prenzlau, död 18 september 1992 i Mühldorf am Inn, var en tysk SS-Brigadeführer och generalmajor i Waffen-SS. 

## Biografi

### Andra världskriget
Den 22 juni 1941 anföll Tyskland sin tidigare bundsförvant Sovjetunionen och inledde Operation Barbarossa. Enligt Adolf Hitler var kriget mot Sovjetunionen ett ideologiskt förintelsekrig och den ”judisk-bolsjevikiska intelligentian” måste elimineras. De framryckande tyska arméerna följdes av Einsatzgruppen, mobila insatsgrupper. Chefen för Reichssicherheitshauptamt, Reinhard Heydrich, gav insatsgrupperna i uppdrag att mörda judar, romer, partisaner, politiska kommissarier (så kallade politruker) och andra personer som ansågs hota Tredje rikets säkerhet. Även kavallerienheter inom SS tog del i massmorden.
År 1941 tillhörde Lombard Kommandostab Reichsführer-SS och ledde SS-Kavallerie-Regiment 1 (SS-Kavallerie-Brigade), som begick krigsförbrytelser i det av Tyskland ockuperade Vitryssland. Lombards enhet skall ha mördat minst 11 000 judiska män, kvinnor och barn. 
Efter andra världskriget dömdes Lombard av en sovjetisk domstol till 25 års fängelse. Han frigavs 1955 och återvände till Tyskland.

## Utmärkelser
- Riddarkorset av Järnkorset: 10 mars 1943
- Tyska korset i guld: 11 februari 1943
- Järnkorset av första klassen: 3 september 1941
- Järnkorset av andra klassen: 15 december 1940
- Attackmärket i silver
- Östfrontsmedaljen
- Anschlussmedaljen (Medaille zur Erinnerung an den 13. März 1938)
- Sudetenlandmedaljen (Medaille zur Erinnerung an den 1. Oktober 1938)
- Tyska riksidrottsutmärkelsen i guld
- SA:s idrottsutmärkelse i brons
- Tyska ryttarutmärkelsen i silver
- Tyska Olympiska Hederstecknet av andra klassen
- SS Hederssvärd
- SS-Ehrenring (Totenkopfring)